# Sean Michael Flynn
Sean Michael Flynn (Londra, 31 luglio 1985) è un attore, regista e sceneggiatore britannico.
È il secondo figlio dell'attrice Jane Seymour. 
Ha debuttato nel mondo del cinema nel 1989, all'età di quattro anni con la mini-serie televisiva La rivoluzione francese in cui interpretava il principe Louis Charles.

## Filmografia

### Attore
- La rivoluzione francese (La révolution française) (1989)
- La signora del West (Dr. Quinn, Medicine Woman), nell'episodio "Mike's Dream: A Christmas Tale" (1993)
- Destination Anywhere (Destination Anywhere) (1997) Uscito direttamente in VHS

### Regista
- Numb (2007)

### Sceneggiatore
- Numb (2007)